# Samorostlík
Samorostlík (Actaea) je rod planě rostoucích rostlin z čeledě pryskyřníkovitých, kde je rod řazen do podčeledě Ranunculoideae.

## Výskyt
Rostlina je široce rozšířena v mírném a subpolárním pásmu severní polokoule, kde se vyskytuje nejvíce ve vlhčích lesnatých oblastech. V České republice rostou dva druhy. Samorostlík klasnatý (Actaea spicata), ten se nejčastěji objevuje v květnatých bučinách svazu Fagion. Pokud neuznáváme rod Cimicifuga, tak dalším zástupcem je samorostlík evropský čili ploštičník evropský (Actaea europaea, syn. Cimicifuga europaea).

## Popis
Je to vytrvalá rostlina s jednoduchou nebo střídmě větvenou lodyhou dorůstající do výše až 75 cm. Lodyha vyrůstá z oddenku cca 1 cm tlustého. Spodní listy v růžici jsou vlastně jen drobné šupiny. Lodyžní listy, vyrůstající střídavě, jsou 2 nebo 3četné a jsou 2 nebo 3násobně zpeřené, po obvodu jsou nepravidelně zubaté, koncový lístek je obvykle větší než ostatní. Níže rostoucí listy mají řapíky delší než horní.
Hroznovitá květenství skládající se z až 25 drobných bisexuálních květů vyrůstajících na stopkách jsou terminální nebo častěji úžlabní, bývají dlouhá i 15 cm. Bělavě zelený až nažloutlý kalich mívá 3 až 5 malých lístků. Nažloutle krémová koruna je tvořena 4 až 10 lopatkovými lístky dlouhými 2 až 4,5 mm. Tyčinky jsou delší než okvětní lístky, mají tenké nitky s bílými nebo žlutými prašníky a bývá jich v květu 15 až 50, patyčinky nejsou žádné. Pestík je vytvořen jedním plodolistem, čnělka je krátká nebo žádná a blizna se dvěma laloky je pak přisedlá. Nektarové žlázky v květu nejsou.
Plodem je vícesemenná bobule, která po dozrání mívá barvu od červené přes fialovou až po černou. Takovéto plody, bobule, jsou jediné v celé čeledi pryskyřníkovitých a dále vůbec se jen zřídká stává, aby květy s apokarpním gynecem vytvářely bobule.
Rostlina, včetně plodů, je toxická. Vzhledem ke zvlášť odpuzující chuti ale nejsou zprávy o případných otravách. Údajných léčebných vlastností kořenů některých druhů oficiální medicína dosud nevyužívá.

## Taxonomie
Vnitřní uspořádání tohoto poměrně malého rodu není zcela dořešeno, např. podle opírající se o studie z roků 1971, 1977 a 1985 se rod skládá jen z 8 druhů, kdežto podle novějšího z roku 2007 se již rozeznává 15 druhů a do rodu samorostlík jsou zahrnuty i dřívější rody ploštičník (Cimicifuga) a Souliea.